# José María Rodríguez Méndez
José María Rodríguez Méndez (Madrid, 6 de junio de 1925 - Aranjuez, Madrid, 21 de octubre de 2009) fue un escritor y dramaturgo español.

## Biografía
Nació en Madrid en 1925. Después de la guerra, se trasladó con su familia a Barcelona, donde cursó sus estudios de bachillerato.
Cursó estudios de Derecho en la Universidad de Barcelona e ingresó en el TEU (Teatro Español Universitario) de Barcelona. En 1948 fundó la revista poética Verde Viento y tres años más tarde La Calandria.
En 1950 obtuvo la licenciatura en Derecho en la Universidad de Zaragoza.

## Inicios
En Barcelona, trabajó en la compañía de teatro de Francisco Melgares. También ejerció de apuntador en el Teatro de Cámara dirigido por José Luis Alonso.
En 1958, de vuelta en Barcelona, ingresó en el grupo teatral «La Pipironda».

## Obra
- Vagones de madera (1958)
- El milagro del pan y de los peces (1959)
- Los inocentes de la Moncloa (1961)
- El círculo de tiza de Cartagena (1963)
- La vendimia de Francia (1964)
- La batalla del Verdún (1965)
- La mano negra (1965)
- Los quinquis de Madriz (1967)
- Bodas que fueron famosas del Pingajo y la Fandanga (1965)
- Flor de Otoño (1973)
- El pájaro solitario (1974)
- Historia de unos cuantos (1975)
- El rincón de Don Miguelito (1978)
- La marca de fuego (1986)
- Soy madrileño (1987)
- Isabelita tiene ángel (1992)
- Última batalla en El Pardo (2002)

## Premios
- Premio Larra, en 1964:
- Premio Nacional de Literatura Dramática, en 1993;
- Premio de Honor de los Max de las Artes Escénicas, en 2005.